# Îlet Duquesnay
L'îlet Duquesnay est une petite île inhabitée de la presqu'île de Sainte-Anne en Martinique. Elle appartient administrativement à Le Marin et doit son nom à Osman Duquesnay, ancien député de la Martinique et maire du Marin où il est né.
L'îlet, d'origine volcanique, est propriété de l'État ; il est interdit d'y accoster.